# Acvatot
Acvatot București este o companie de construcții din România.
A fost înființată în anul 1991 și a fost preluată de compania franceză Setha (Societe d'etude, de travaux hydrauliques et d'adduction d'eau) în anul 2000.
În anul 2009, Acvatot a preluat firma Hydroservice din Bacău, cu activități de hidrocuratare de rețele.
Număr de angajați în 2007: 270
Cifra de afaceri:
- 2009: 21 milioane euro
- 2008: 30 milioane euro
- 2007: 23 milioane euro[3]
- 2006: 19 milioane euro[2]